# Silene intonsa
Silene intonsa är en nejlikväxtart som beskrevs av Werner Rodolfo Greuter och Melzh. Silene intonsa ingår i släktet glimmar, och familjen nejlikväxter. Inga underarter finns listade i Catalogue of Life.